# Українці Німеччини
Українці в Німеччині — частина української діаспори, що проживає в Німеччині.

## Час між двома війнами
Після поразки Центральної Ради та уряду гетьмана Скоропадського багато з українських політичних діячів емігрували до Німеччині. Зокрема сам гетьман очолював Український науковий інститут у Берліні, який проіснував до 1945 року.

## Період після другої світової війни

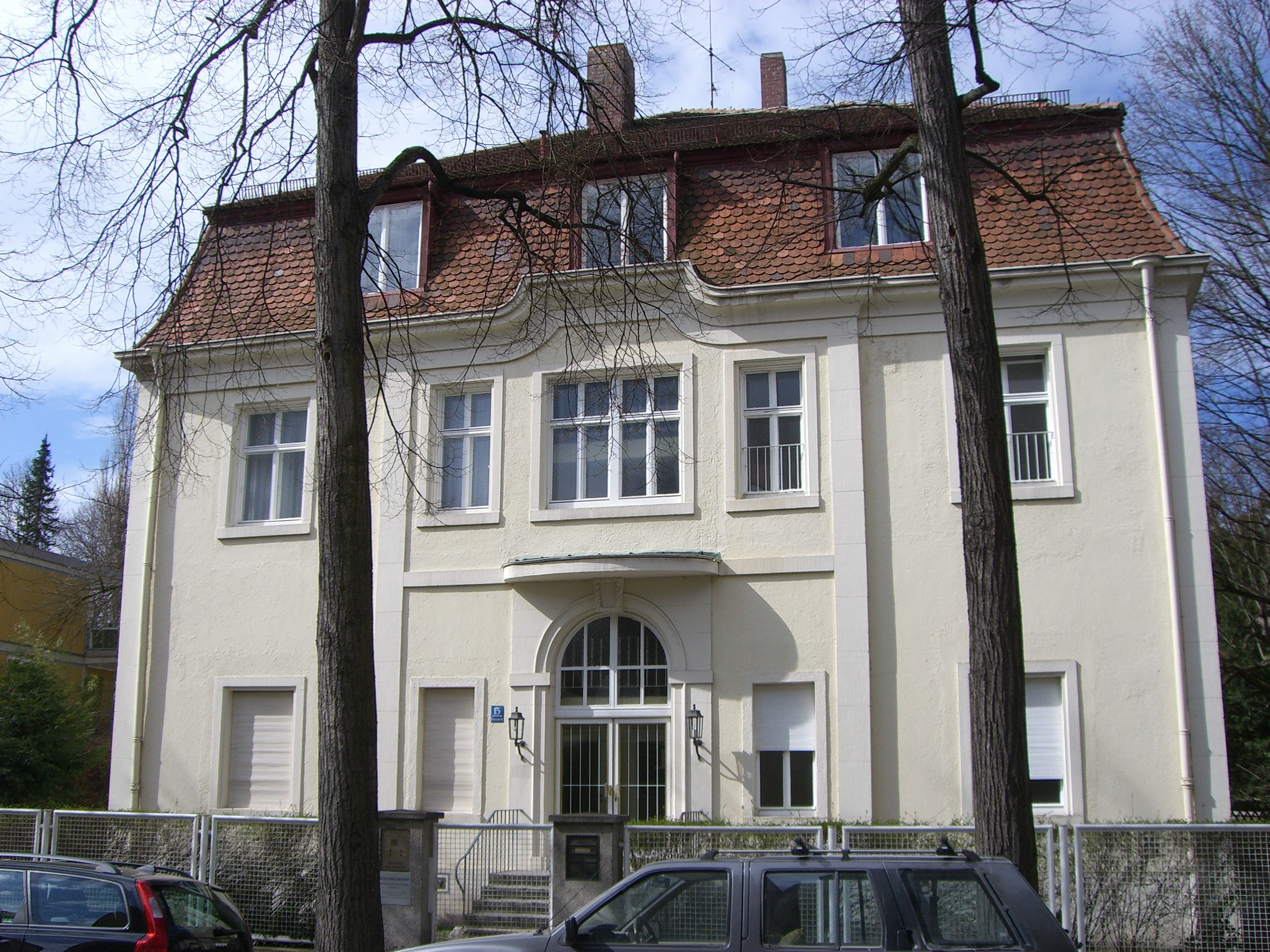
Український вільний університет в Мюнхені.

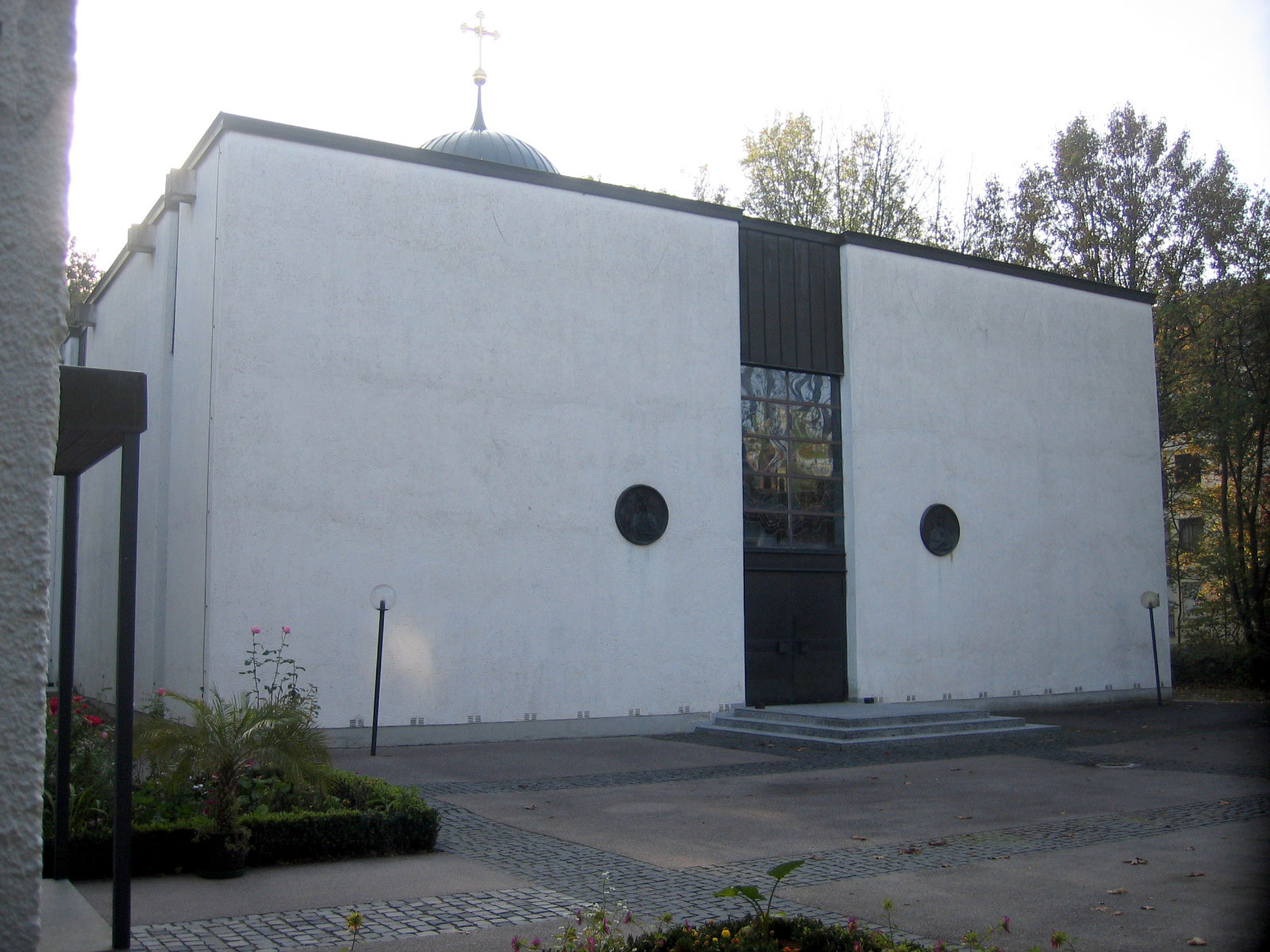
Собор Покрови Пресвятої Богородиці та святого Андрія Первозваного УГКЦ у Мюнхені

Після бойових дій на території переможеної Німеччини багато українців знаходилися у таборах для переміщених осіб. Зокрема українці були зосереджені у Міттенвальді. В цих таборах існувало активне культурне життя, зокрема така організація, як Мистецький український рух об'єднала талановитих літераторів та митців, які опинилися на еміграції. Після війни до Мюнхену було перенесено Український вільний університет, який і досі є визнаним вищим навчальним закладом у Німеччині.
В Мюнхені також було зосереджено діяльність УПА і вбито її керівника Степана Бандеру. Звідси українською мовою транслювалося Радіо «Свобода». Також в Мюнхені існувало українське видавництво, виходив ряд періодичних видань (Сучасність, Українська трибуна, Шлях перемоги та ін.).
Збільшується кількість трудових мігрантів з України.
Також на території Німеччини збільшується кількість біженців внаслідок російського вторгнення в Україну.

## Новітня історія
Українські студенти в Німеччині, за останніми даними Німецької служби академічних обмінів (DAAD) в 2012 році посідали шосте місце поміж усіх студентів-іноземців. У німецьких вишах навчаються та проводять дослідження близько 8800 молодих людей з України. Певна частина з них є членами Союзу українських студентів у Німеччині, організації, яка проводить заходи із покращення іміджу України в Німеччині та в Європі. Діє в місті Дюссельдорфі Німецько-український інформаційно-культурний центр . Серед інших громадських організацій українців у Німеччині налічуються Об'єднання українських жінок в Німеччині, Українська скаутська організація «Пласт», Спілка української молоді, Об'єднання українських організацій у Німеччині (ОУОН) та ін..
За даними Федерального відомства статистики Німеччини, у країні проживає більше мільйона громадян України. Ще декілька десятків тисяч українців, які багато років проживають тут, вже отримали громадянство Німеччини.